# Vápenná pec (Supíkovice)
Vápenná pec v Supíkovicích v okrese Jeseník se nachází v místním lomu mramoru. Byla postavena v roce 1856. Vápenka byla zapsána do seznamu nemovitých kulturních památek dne 8. října 1973.

## Historie
Lámání vápence v Supíkovicích je doloženo v 16. století; roku 1579 se zmiňují čtyři lamači kamene a dvě vápenné pece. Kámen však byl tehdy většinou v drobných pecích pálen na vápno a to pak bylo dopravováno pro stavební účely do celého Slezska. Až od 19. století, a zejména od jeho druhé poloviny, začal být kvalitní mramor těžen jako stavební kámen. Supíkovická šachtová vápenná pec, která se nachází uprostřed bývalého mramorového lomu, představuje pokročilejší konstrukční typ se vzduchovými kanálky v tělese. Byla postavena A. Dreschlerem v roce 1856 a v provozu byla do roku 1908.

## Popis
Vápenka je kuželovitá stavba na kruhovém půdorysu z lomového kamene přistavěna k vysoké zdi. Vnitřek pece je vyzděn šamotovou cihelní vyzdívkou. U paty s třemi klenutými otvory k ohništi. Nad čelním otvorem osazena deska s nápisem: GOTT SEGNE UNSERE UNTERNEHMUNG 1856. Prostor ohniště je zaklenut valeně. Výška 14 m, obvod 38 m. Mezi svahem a šachticí je vyskládané těleso, které sloužilo jako navážecí rampa.